# Wegekreuz Rasseln

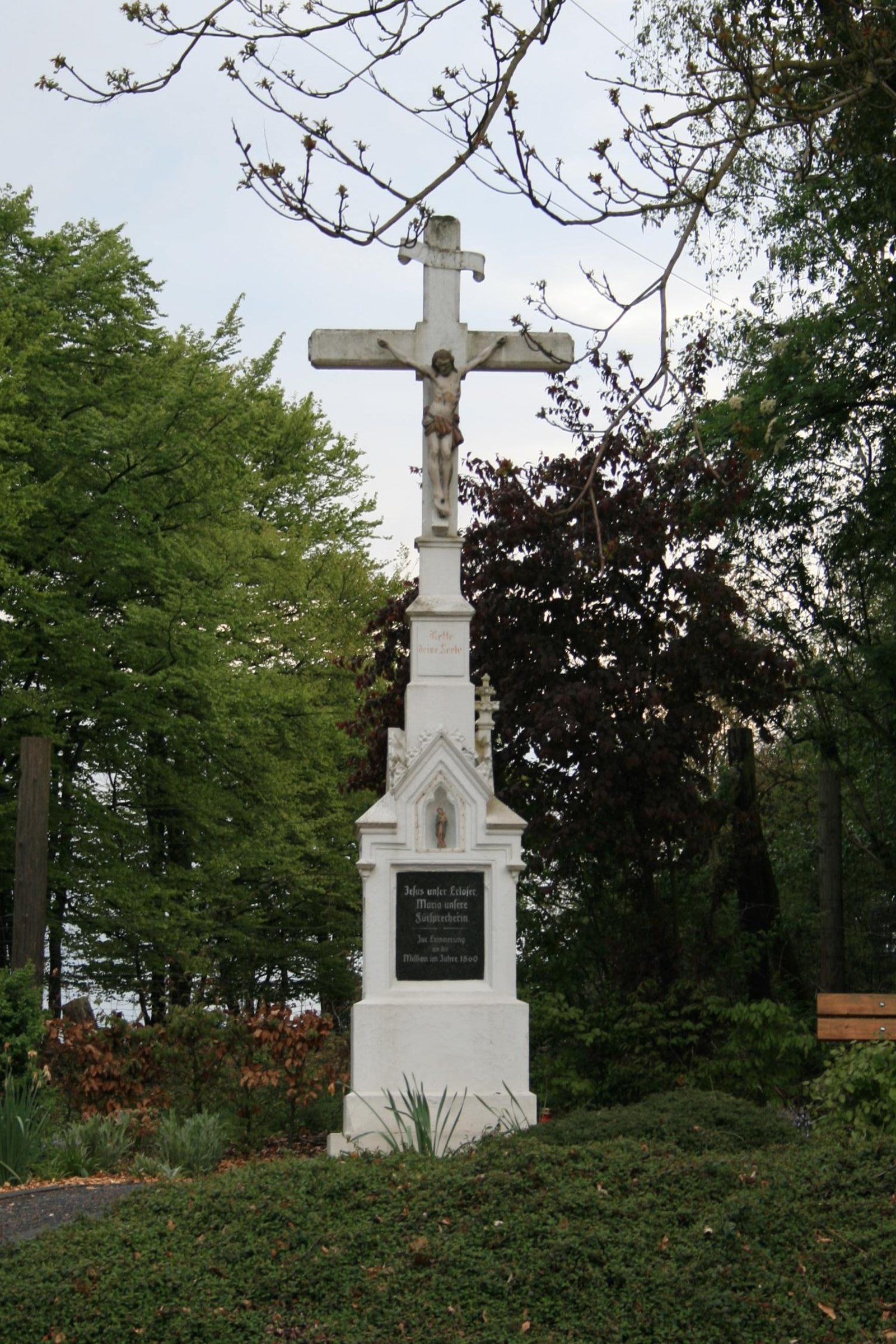
Wegekreuz (2010)

Das Wegekreuz Rasseln steht im Stadtteil Rasseln in Mönchengladbach (Nordrhein-Westfalen).
Das Kreuz wurde 1860 erbaut. Es ist unter Nr. R 089 am 8. September 2008 in die Denkmalliste der Stadt Mönchengladbach eingetragen worden.

## Lage
Das Wegekreuz steht am Ortsausgang von Rasseln nordwestlich der Straße nach Viersen auf einer kleinen Anhöhe.

## Architektur
Das fast 5 m hohe Missionskreuz ist aus weiß gefasstem Naturstein in neogotischer Formensprache. Über einer Sockelplatte aus Basaltlava erhebt sich ein mehrfach gestufter Unterbau, aus dessen Giebelverdachung die wiederum mehrfach gestufte Basis des Kreuzstammes erwächst. Auf der in der Frontseite des Unterbaus vertieft eingelassenen Steinplatte ist in Fraktur die Inschrift zu lesen: Jesus unser Erlöser. Maria unsere Fürsprecherin. Zur Erinnerung an die Mission im Jahre 1860. Die Basis des Kreuzstammes trägt die Inschrift:
Rette deine Seele.
In der Dreipassnische über der Inschrifttafel steht eine kleine Marienskulptur mit Kind. Aus der Basis des Kreuzstammes erhebt sich ein schlankes lateinisches Kreuz mit einem Corpus von fast 100 cm Größe (Kevelaerer Typus) und geschwungener Inschrifttafel: I N R I.
Das Objekt ist bedeutend für die Geschichte des Menschen und für Städte und Siedlungen. An seiner Erhaltung und Nutzung besteht ein öffentliches Interesse aus wissenschaftlichen, insbesondere künstlerischen, architekturgeschichtlichen, ortsgeschichtlichen und volkskundlichen Gründen.